# Geranomyia neanthina
Geranomyia neanthina är en tvåvingeart som först beskrevs av Alexander 1955.  Geranomyia neanthina ingår i släktet Geranomyia och familjen småharkrankar.
Artens utbredningsområde är Bolivia. Inga underarter finns listade i Catalogue of Life.